# Panhandle da Flórida

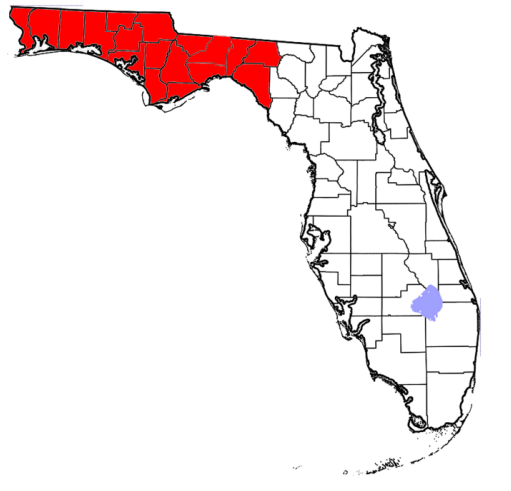
Mapa da Flórida ilustrando o Panhandle

O Panhandle (em inglês:  Florida Panhandle) é a região do estado da Flórida, nos Estados Unidos, que inclui os 16 condados mais a oeste do estado. É uma tira estreita em forma de cabo de frigideira que se encontra entre o Alabama e a Geórgia a norte e o golfo do México a sul.
Os condados são:
| - Condado de Bay - Condado de Calhoun - Condado de Escambia - Condado de Franklin - Condado de Gadsden - Condado de Gulf - Condado de Holmes - Condado de Jackson | - Condado de Jefferson - Condado de Leon - Condado de Liberty - Condado de Okaloosa - Condado de Santa Rosa - Condado de Wakulla - Condado de Walton - Condado de Washington |

Cultural e historicamente, a região é mais parecida com a Região Sul dos Estados Unidos do que com o resto da Flórida peninsular. Há quem considere parte do Panhandle como "um Alabama mais baixo".
Logo após a Guerra Civil Americana, os residentes da península da Flórida consideraram seriamente ceder seu braço ocidental inteiro ao Alabama por 1 000 000 de dólares estadunidenses. Os líderes do Alabama decidiram que a terra era "uma região de bancos de areia" e, em consequência, o Panhandle permaneceu na Flórida.
Hoje, a região é uma fonte importante de rendimento para o estado. As cidades no Panhandle incluem Tallahassee (a capital do estado), Pensacola e Panama City (Flórida). O Panhandle é conhecido pela "Redneck Riviera", a costa ao longo do golfo do México, que hospeda muitos estudantes de faculdade durante o spring break. A areia de quartzo nas praias do Panhandle é tão branca que alguns comerciantes nada escrupulosos a venderam como açúcar na Segunda Guerra Mundial.